# Raimund Jäger
Raimund Jäger (* 21. Februar 1888 in Miesbach; † nach November 1914, vermisst in Frankreich) war ein deutscher Bildhauer.
Früh verstorben hat der Bildhauer Raimund Jäger wenig große Bekanntheit erlangen können. Gleichwohl ist er in Fachkreisen bekannt und besonders in seiner Heimatregion geschätzt. In Miesbach als Sohn des Schneidermeisters Josef Jäger geboren, entwarf er für den elterlichen Betrieb die Stickereien der weltberühmten Miesbacher Joppe. Ab 1907 studierte Jäger an der Münchner Kunstakademie. Schon 1909 erhielt er seinen ersten öffentlichen Auftrag, eine lebensgroße Marienfigur, die allerdings heute verschollen ist. In den folgenden Jahren gehörte Raimund Jäger zum Künstlerkreis um die satirische Wochenzeitschrift Simplicissimus. Es entstanden eigenwillige Werke, wie etwa die Figurengruppe „Das Barlamend“, die sich heute im Miesbacher Heimatmuseum befindet.
Raimund Jäger wurde bei Ausbruch des Ersten Weltkrieges eingezogen und wurde seit Anfang November 1914 an der Westfront vermisst.